# 安芸府中郵便局
安芸府中郵便局（あきふちゅうゆうびんきょく）は、広島県安芸郡府中町にある郵便局である。民営化前の分類では集配普通郵便局であった。

## 概要
住所：〒735-8799 広島県安芸郡府中町浜田本町1-44

### 出張所（局外ATM）
民営化前は以下の場所に出張所としてATMを設置していた。現在も同じ場所にATMがあるが、管理はゆうちょ銀行広島支店となっている。
- サンリブ府中店内出張所
- イオンモール広島府中内出張所

## 沿革
- 1970年（昭和45年）2月9日 - 安芸郡安芸町（当時）と同郡府中町を受け持つ集配普通郵便局として安芸府中郵便局[1]を、府中町八幡に設置[2]。
- 1994年（平成6年）4月4日 - 広島市東区（旧安芸町）の集配業務を広島東郵便局[3]に移管（郵便番号も〒735から〒732に変更）。
- 2000年（平成12年）8月14日 - 外国通貨の両替および旅行小切手の売買に関する業務取扱を開始。
- 2007年（平成19年）10月1日 - 民営化に伴い、併設された郵便事業安芸府中支店に一部業務を移管。
- 2012年（平成24年）10月1日 - 日本郵便株式会社の発足に伴い、郵便事業安芸府中支店を安芸府中郵便局に統合。

## 取扱内容
- 郵便、印紙、ゆうパック、内容証明
- 貯金、為替、振替、振込、国際送金、国債、投資信託
- 生命保険、バイク自賠責保険、自動車保険
- ゆうちょ銀行ATM
- 安芸郡府中町内全域（〒735-00xx、735-85xx、735-86xx、735-87xx）の集配業務
- ゆうゆう窓口

## 周辺
- 府中町役場
- くすのきプラザ

## アクセス
- JR山陽本線 天神川駅から徒歩約16分
- 広電バス つばきバス 府中郵便局停留所下車
- 広島高速1号線 間所出入口から南へ約2km
- 駐車場あり：9台